# 덴마크의 여자 가수 목록

## 가
- 수사네 게오르기
- 게르다 길뵈

## 나
- 체칠리 노르비
- 아냐 니센
- 니브 닐센
- 브리기테 닐센
- 아나 닐센
- 오다 닐센
- 이다 크리스티네 닐센

## 다
- 아나 다비드
- 로니 데반티르
- 트리네 뒤르홀름

## 라
- 라크벨 라스테니
- 리나 라픈
- 오 랜드
- 아니타 레르케
- 마르그레테 렌로프
- 아네 리네트
- 메테 린베르

## 마
- 메디나
- 말레네 모르텐센
- 카롤리네 뮐러
- 안네 도르테 미켈센

## 바
- 율리 베르텔센
- 케이티 뵈트게르
- 샤를로테 부르농빌
- 카렌 부스크
- 비르기트 브뤼엘
- 헬레네 블룸
- 알베르테 비닝
- 쉬스 비에레
- 엘렌 빈테르

## 사
- 사네 살로몬센
- 크리스티나 세스트
- 시셀 벤 세마네
- 델리아 셰퍼드
- 클라라 소피
- 리스 쇠렌센
- 그레테 쇵크
- 키라 스코우
- 티나 실
- 크리스티나 샤네

## 아
- 도르테 안데르센
- 린다 앤드루스
- 구드룬 솔랴 야콥센
- 도르테 안데르센
- 안메테 엘텐
- 나나 뤼데르스 옌센
- 트리네 옙센
- 아그네스 오벨
- 카트리네 오토센
- 옌시나 올센
- 아닐라 미르자
- 에밀리 울리크
- 비르테 빌케
- 스테파니 응우옌
- 그레테 잉만

## 자
- 다이미 젠틀
- 카미유 존스

## 카
- 아나 카리나
- 데비 캐머런
- 소피 켈러
- 이다 코르
- 누카카 코스테르발다우
- 아니세테 코펠
- 도르테 콜로
- 마리 키
- 비르테 키에르

## 타
- 에비 타우센
- 예테 토르프

## 파
- 엘나 판두로
- 팔룰라
- 안드레아 펠레그리니
- 쇠스 펭에르
- 아이뵈르 폴스도티르
- 샤린 푸
- 울라 피아

## 하
- 리세 호비크
- 아네카트리네 헤르도르프
- 기테 헤닝